# 国内放送
国内放送（こくないほうそう）は、放送の種別の一つである。

## 定義
放送法第2条第2号に「国内において受信されることを目的とする放送」と定義している。
総務省令基幹放送局の開設の根本的基準第2条第2号にも同様に定義しており、放送法施行規則別表第5号第1国内放送等の基幹放送の区分(1)にも区分されている。

## 解説
日本国内のいずれかの地域を対象とする放送である。この対象となる地域とは次の通りである。
基幹放送
上述の別表第5号にはまた、第8放送対象地域による基幹放送の区分として次のように区分されている。
(1) 全国放送
(2) 広域放送
(3) 県域放送
(4) コミュニティ放送
(5) その他の放送
具体的な地域については、上記各号または放送対象地域を参照。
一般放送
登録または届出の際に、申請書に業務区域を記載することが義務付けられており、これが対象となる地域である。

従前は、放送は無線通信によるものに限定されていたが、放送法の全面改正後は有線電気通信によるものが有線一般放送として一般放送に含まれるものとなったので、有線ラジオ放送や有線テレビジョン放送（いわゆるケーブルテレビ）も国内放送の一種ということとなる。

## その他
かつては、「国内放送」を含む文言で法令上に定義があるものに受託国内放送があった。国内放送の細別とも全国放送の一種ともいえる。
衛星放送が実用化される際に、放送法に「他人の委託により、その放送番組を国内において受信されることを目的としてそのまま送信する放送であつて、人工衛星の無線局により行われるもの」と定義された。
現行の衛星基幹放送または衛星一般放送に相当する。
後に「他人の委託により、その放送番組を国内において受信されることを目的としてそのまま送信する放送であつて、人工衛星の無線局又は移動受信用地上放送をする無線局により行われるもの」と変更され、現行の移動受信用地上基幹放送すなわちマルチメディア放送も含まれた。
これらは沿革にある通り放送法の全面改正により、基幹放送または一般放送に区分され、受託国内放送の定義は削除された。
引用の促音の表記は原文ママ
受託放送事業者#定義も参照。

## 沿革
- 1959年（昭和34年）　放送法第2条第1号の2に定義された。[1]
- 1989年（平成元年）　衛星放送に関連し受託国内放送が定義された。[2]
- 2009年（平成21年）　マルチメディア放送が受託国内放送に含まれることとなった。[3]
- 2011年（平成23年）　放送法の全面改正[4]により、第2条第2号に定義された。同時に受託国内放送が衛星基幹放送、衛星一般放送または移動受信用地上基幹放送のいずれかに、いわゆる有線放送が有線一般放送となり、これら全てが国内放送に含まれることとなった。